# Pierre Bengtsson
Pierre Bengtsson (Kumla, 12 april 1988) is een Zweeds voetballer die bij voorkeur als verdediger speelt. Hij verruilde in juli 2017 1. FSV Mainz 05 voor FC Kopenhagen.

## Clubcarrière
Bengtsson begon zijn carrière bij AIK Fotboll, waar hij in augustus 2006 debuteerde in de wedstrijd tegen Östers IF. Na 3 jaar bij AIK gespeeld te hebben wilde hij graag meer speeltijd, en vertrok daarom naar Denemarken. Hij ging spelen bij FC Nordsjælland. Hij werd een vaste waarde bij Nordsjælland. In de winter van 2011 stapte hij over naar FC Kopenhagen. Het eerste half jaar was hij een back-up voor Oscar Wendt. Nadat Wendt een transfer versierde naar Borussia Mönchengladbach kreeg Bengtsson volop zijn kans. In de Deense hoofdstad wist hij tweemaal landskampioen te worden. Op 23 november 2014 tekende Bengtsson een contract bij Mainz dat inging op 1 januari 2015. Hij tekende er een contract tot 2018. Het seizoen 2016/17 werd Bengtsson uitgeleend aan SC Bastia uitkomend in de Ligue 1. In het seizoen 2017/18 keerde Bengtsson terug naar Kopenhagen en tekende er een contract voor 5 seizoenen.

## Interlandcarrière
Bengtsson speelt al sinds 2003 voor de nationale teams van Zweden. Hij begon in het Zweeds voetbalelftal onder 17, waarvoor hij zeven wedstrijden speelde en één keer scoorde. In 2006 speelde hij twee wedstrijden voor het Zweeds voetbalelftal onder 19. Daarna speelde hij nog twintig wedstrijden voor Jong Zweden, waarin hij één keer tot scoren kwam.
Bengtsson debuteerde op 19 januari 2011 in het Zweeds voetbalelftal in een gewonnen uitwedstrijd tegen Botswana (1-2) in Kaapstad. Die dag maakten ook Pär Hansson, Niklas Backman, Jiloan Hamad, Rasmus Jönsson en Nordin Gerzić hun interlanddebuut. Zijn laatste wedstrijd dateert van 17 november 2015 tegen Denemarken. Hij werd in totaal 37 keer opgeroepen voor het nationale team waarvan hij 21 wedstrijden in actie kwam.

## Erelijst
| Competitie           |        |                  |     |     |
| Competitie           | Aantal | Jaren            |     |     |
| AIK                  | AIK    | AIK              | AIK | AIK |
| -------------------- | ------ | ---------------- | --- | --- |
| Kampioen Allsvenskan | 1x     | 2009             |     |     |
| Beker van Zweden     | 1x     | 2009             |     |     |
| Nordsjælland         |        |                  |     |     |
| Beker van Denemarken | 1x     | 2009/10          |     |     |
| FC Kopenhagen        |        |                  |     |     |
| Kampioen Superligaen | 2x     | 2010/11, 2012/13 |     |     |
| Beker van Denemarken | 2x     | 2011/12, 2014/15 |     |     |

1 Trott ·
2 Diks ·
4 Garananga ·
5 Pereira ·
6 Hatzidiakos ·
7 Claesson  ·
8 Mattsson ·
9 Onugkha ·
10 Elyounoussi ·
11 Larsson ·
13 Huescas ·
14 Cornelius ·
15 López ·
16 Robert ·
17 Froholdt ·
19 Chiakha ·
20 Boilesen ·
21 Sander ·
22 Gotsjoleisjvili ·
24 Meling ·
27 Delaney ·
30 Achouri ·
31 Rúnarsson ·
33 Falk ·
36 Clem ·
38 Højer ·
40 Bardghji ·
Coach: Neestrup
· Assistent-coach: Nørregaard
· Keeperstrainer: Christensen
1 Olsen ·
2 Lustig ·
3 Lindelöf ·
4 Granqvist  ·
5 Bengtsson ·
6 Augustinsson ·
7 S. Larsson ·
8 Ekdal ·
9 Berg ·
10 Forsberg ·
11 Isak ·
12 Johnsson ·
13 Svensson ·
14 Helander ·
15 Sema ·
16 Krafth ·
17 Claesson ·
18 Jansson ·
19 Svanberg ·
20 Olsson ·
21 Kulusevski ·
22 Quaison ·
23 Nordfeldt ·
24 Danielson ·
25 J. Larsson ·
26 Cajuste ·
Coach: Andersson